# جنبش دانشجویی

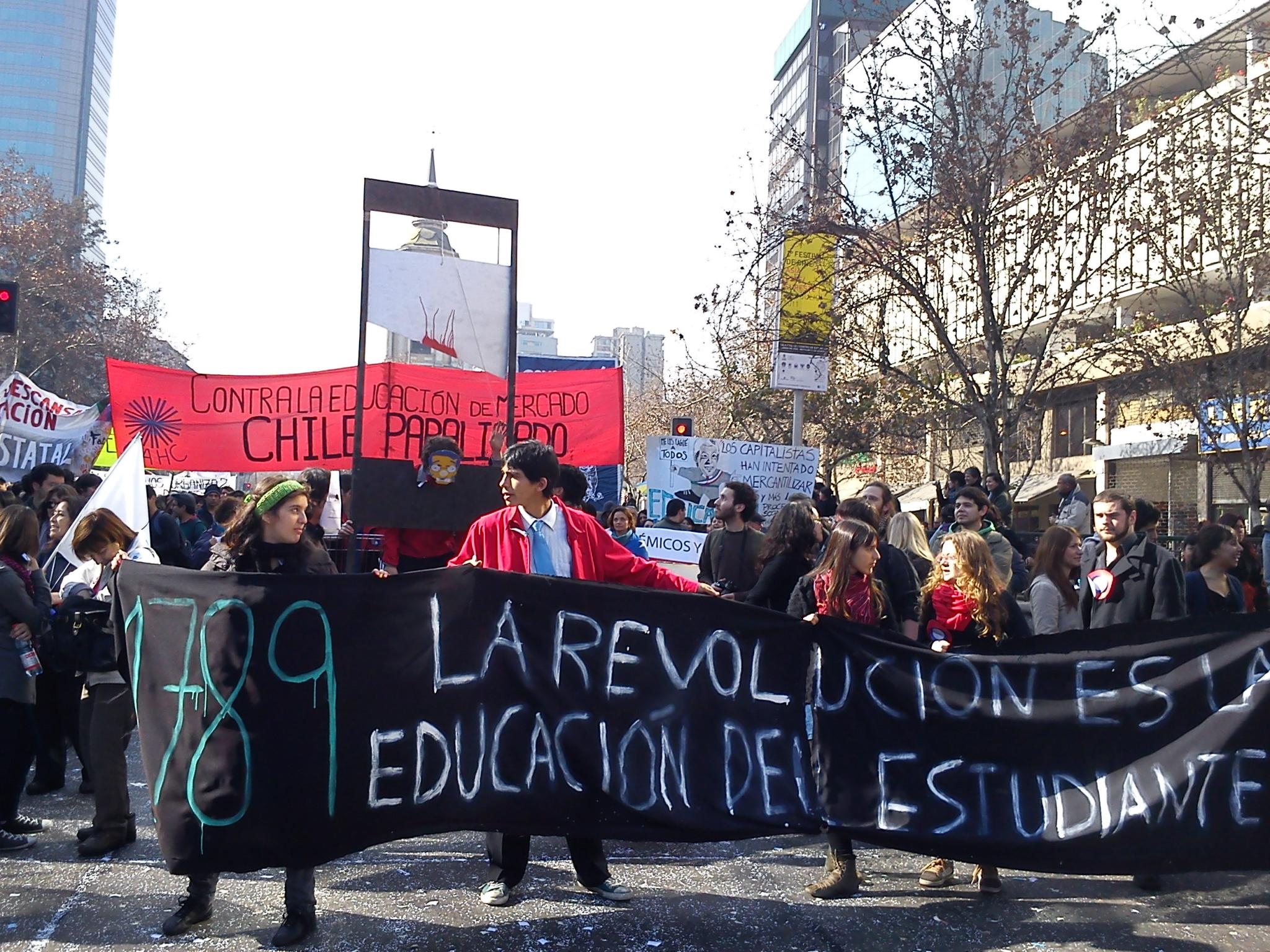
نمونه یک جنبش دانشجویی

جنبش دانشجویی، عمل جمعی دانشجویان که زیرمجموعهٔ جنبش‌های اجتماعی محسوب می‌گردد. این نوع حرکت، با ویژگی‌های خاص خودش به عنوان مؤثرترین فعالیت‌ها جهت اعتراضات و ایجاد تحولات در زمینه‌های گوناگون در تاریخچهٔ نه چندان بلندمدت خود ایفای نقش کرده‌است.عملی جمعی به‌صورت یکصدا و یکپارچه که بیشتر بر حسب وقایع مرتبط اجتماع صورت میگیرد.
جنبش به حرکتی جمعی گویند که داوطلبانه یا به صورت برنامه‌ریزی شده روی می‌دهد و در آن قصد ایجاد تغییر و تحول وجود دارد، تحولی که می‌تواند در سطح فکر و اندیشه باشد تا دگرگونی نظام اجتماعی، سیاسی، اقتصادی.
این حرکت پس از مدتی حالت سازمان یافته به خود گرفته، باعث ایجاد تشکیلاتی خواهد گردید که دارای رهبری نه لزوماً منحصر باشد.

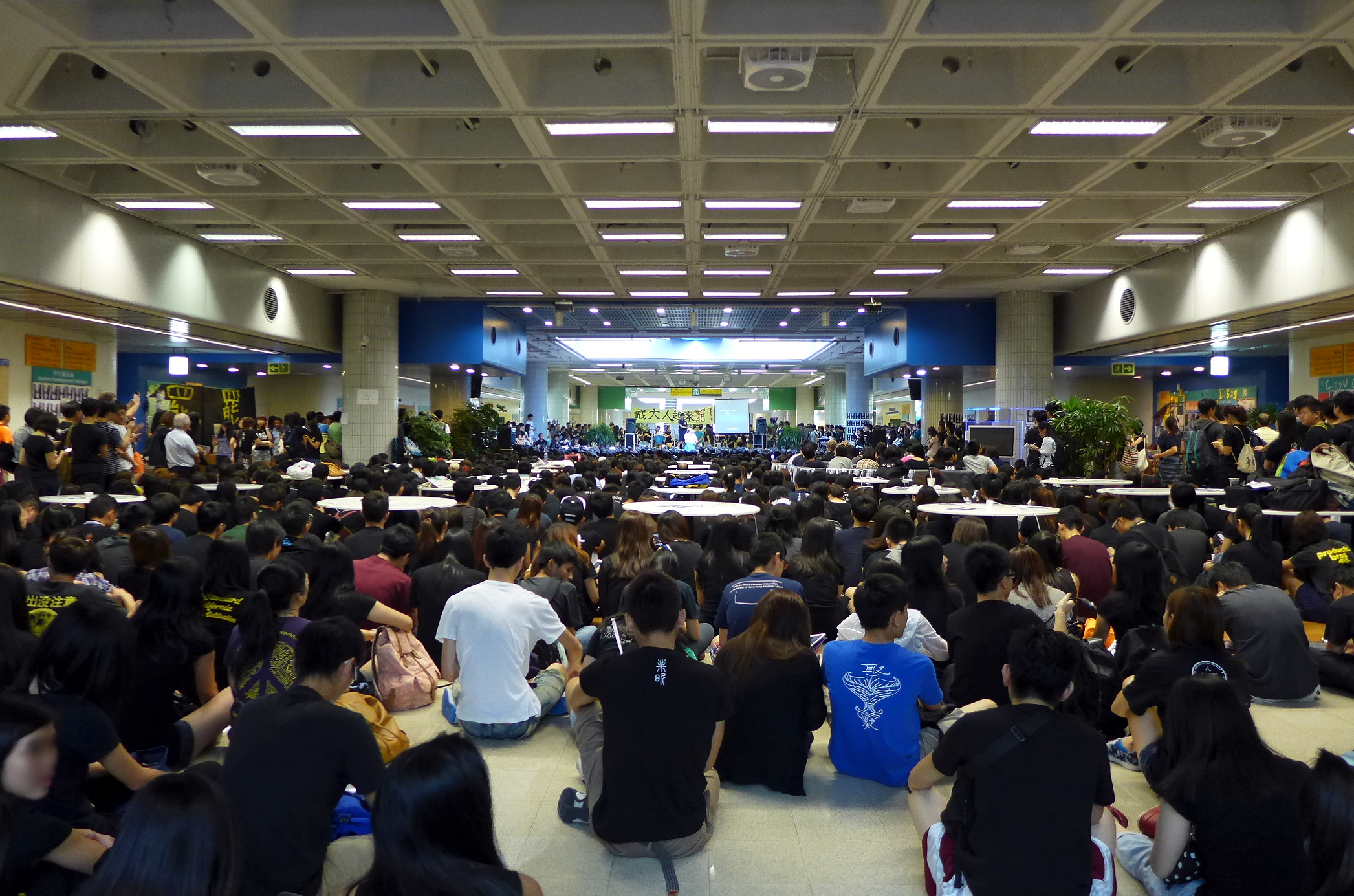

افراد شرکت‌کننده در جنبش دارای جهت‌گیری مشخص و اهداف معینی می‌باشند که به‌طور آهسته به یک حرکت منظم و منسجم تبدیل شده، تحت گفتمانی غالب به سوی اهداف و آرمان‌ها حر کت می‌کند.
بنابراین پیداست که هر عمل جمعی افراد لزوماً جنبش نیست. و هر عمل جمعی دانشجویان را هم نمی‌توان جنبش دانشجوئی نامید. ممکنست فعالیت جمعی دانشجویان در مقطعی جنبش محسوب نگردد یا در مقاطع مکرر کوتاه مدت با فواصل زمانی زیاد شاهد جنبش دانشجوئی باشیم. شکل متکامل آن حرکتی پیوسته است که در مفهوم جنبش بگنجد.
عمل جمعی دانشجویان می‌تواند شامل فعالیت‌های دانشجوئی، تحرکات دانشجوئی و مبارزات دانشجوئی باشد که می‌توانند جنبش نباشند. البته هر کدام از این‌ها می‌توانند قابلیت تبدیل به جنبش دانشجوئی داشته باشند و زمینه‌ساز آن گردند. وجود سازمان‌های دانشجوئی و اتحادیه‌های دانشجوئی نیز به هیچ وجه بیانگر وجود جنبش دانشجوئی نیستند.
از جمله خصوصیات جنبش‌های اجتماعی که شامل جنبش دانشجوئی می‌شود عبارتند از:
- شبکه‌های تعامل غیررسمی افراد و گروه‌ها جهت ایجاد شرایط بسیج عمومی.
- ابتنا بر مجموعه‌ای مشترک از اعتقادات و تعلقات که موجب شکل‌گیری هویتی جمعی برای کل جنبش می‌شود.
- متمرکز بودن بر منازعات سیاسی یا فرهنگی.
- استفاده در اعتراض عمومی در جریان حرکت.

برای بررسی تاریخچهٔ جنبش دانشجوئی، اجباراً جریان پیوسته‌ای از حرکات و فعالیت‌های دانشجوئی بایستی بررسی شود که شامل نشان دادن فراز و فرودهاست و تنها در مقاطعی عنوان جنبش را یدک می‌کشد.
در جنبش دانشجوئی هم مجموعه‌ای از دانشجویان به صورت داوطلبانه حرکتی جمعی را برای ایجاد تغییر و تحولات در دانشگاه و جامعه صورت می‌دهند. تغییرات مورد نظر ممکنست در حیطه‌های مختلف فرهنگی، ارزشی، اقتصادی، اجتماعی و سیاسی باشد.
جنبش دانشجوئی، کوششی است در راستای رسیدن به اهداف و آرمان‌های مشترک، که با شبکه‌های تعامل غیررسمی انجام می‌شود. این حرکت، رهبری مشخصی ندارد و معمولاً دارای چند رهبر از سلول‌های مختلف است.
باورها و تعلقات خاص مشترک جنبش دانشجوئی است که سبب شکل‌گیری هویت جمعی دانشجوئی گردیده، سبب انسجام و همبستگی مؤثر و کارآمد در جهت فعالیت‌های سیاسی می‌شود.
جنبش دانشجوئی با ورود در منازعات سیاسی، فرهنگی واجتماعی جامعه تغییرات تند در این زمینه‌ها را طلب می‌کند و همین باعث ایجاد منازعات و اختلافات بین آن‌ها و حکومت و حتی برخی گروه‌های خارج حکومت می‌گردد.
از تفاوت‌های جنبش دانشجوئی با سایر گروه‌ها اینست که در صدد ایجاد تحولات یا اعمال فشار جهت کسب منافع خاص گروهی نیست و قدرت را نمی‌طلبد، بلکه در پی فضاسازی و فشار برای پیدایش تغییرات جهت حرکت به سوی منافع عمومی جامعه است.
با توجه به خصوصیات جنبش دانشجوئی می‌توان گفت که این جنبش‌ها، میان دوره‌های بلند مدت نهفتگی و کوتاه مدت کنش شدید در نوسان هستند.
جنبش دانشجوئی بر اساس شرایط حاکم بر جامعه و دانشگاه، ایدئولوژی خاصی را دنبال می‌کند که این ایدئولوژی اهداف و آرمان‌ها را معین می‌کند. جهت‌گیری جنبش دانشجوئی و آهنگ حرکتش توسط ایدئولوژی آن تعیین می‌شود. و همین ایدئولوژیست که وفاداران و مخالفان را خود به خود از هم جدا می‌کند.
فعالان جنبش دانشجوئی از جمله روشنفکران جامعه محسوب می‌گردند و بالطبع قبض و بسط تابع جریان روشنفکری هستند. آن‌ها به تناسب این نقش خود دارای دغدغه‌های انسانی، فرهنگی، اجتماعی و سیاسی هستند که با توجه به آن به موضع‌گیری در رابطه با مسائل حساس جامعه خود و جامعهٔ جهانی اقدام می‌کنند. دانشجویان جنبش دانشجوئی هرگز حاضر به ورود در قدرت نیستند و به اصطلاح سیاسی بیرون از سیاست هستند؛ یعنی در عین حال که خود را موظف به موضع‌گیری می‌دانند، ولی از هیچ گروه خاصی جانبداری نمی‌کنند و حتی به گروه‌هائی که در راستای آرمان آن‌ها عمل می‌کنند، وابستگی ندارند. این به جهت آنست که گروه‌ها، شیر کنترل آرمان‌ها و اهدافشان نشوند.
فعالان دانشجوئی همواره نیرویی بالقوه و انقلابی اصیل محسوب می‌گردند. آن‌ها نه تنها تحول خواه و تغییرساز هستند، بلکه در هر جریان اصلاحگری، قلب حرکت را تشکیل می‌دهند.